# Otto Cirilo Lehmann
Otto Cirilo Lehmann (São Paulo, 6 de dezembro de 1914 – São Paulo, 18 de agosto de 2010) foi um advogado, professor e político brasileiro, exerceu um mandato de senador por São Paulo, na condição de primeiro suplente após a renúncia do titular Orlando Zancaner.

## Dados biográficos
Filho de Ernesto Lehmann e Frida Maria Augusta Krueger Lehmann. Advogado formado em 1938 pela Universidade Federal do Rio de Janeiro foi professor na Universidade do Vale do Paraíba e na Pontifícia Universidade Católica de São Paulo. Secretário de Negócios Jurídicos da prefeitura de São Paulo na administração Ademar de Barros foi nomeado em 1964 conselheiro do Tribunal de Contas de São Paulo, corte a qual presidiu e onde permaneceu cinco anos. Filiado à ARENA foi eleito suplente do senador Orlando Zancaner em 1970 sendo efetivado em 23 de abril de 1976 com a eleição do titular para o Tribunal de Contas de São Paulo.
Após o fim do mandato e o fim do bipartidarismo, filiou-se ao PDS em 1980, seguindo em seus sucessores legais, e em 1998 filiou-se ao PFL, posteriormente Democratas, presidindo durante anos o Instituto Cultural Brasil-Alemanha mantendo suas atividades advocatícias.